# Athlétisme aux Jeux sud-américains de 2018
Navigation
Édition précédente Édition suivante
Les épreuves d'athlétisme lors des Jeux sud-américains de 2018 se déroulent du 5 au 8 juin 2018 à l'Estadio Félix Capriles de Cochabamba, en Bolivie.

## Participation
313 athlètes, issus de 14 pays d'Amérique du Sud participent aux 44 épreuves du programme. Le nombre d'athlètes engagés est indiqué entre parenthèses.
- Argentine (24)
- Aruba (1)
- Bolivie (64)
- Brésil (38)
- Chili (32)
- Colombie (42)
- Équateur (23)
- Guyana (4)
- Panama (7)
- Paraguay (13)
- Pérou (28)
- Suriname (2)
- Uruguay (8)
- Venezuela (27)

## Résultats

### Hommes
| Épreuves | Or                                                                                    | Argent                                                                        | Bronze                                                                                        |
| --- | ------------------------------------------------------------------------------------- | ----------------------------------------------------------------------------- | --------------------------------------------------------------------------------------------- |
| 100 m | Alonso Edward 10 s 01 (NR)                                                            | Álex Quiñónez 10 s 09 (=NR)                                                   | Vítor Hugo dos Santos 10 s 12                                                                 |
| 200 m | Álex Quiñónez 19 s 93 (NR)                                                            | Vítor Hugo dos Santos 20 s 21                                                 | Bernardo Baloyes 20 s 28                                                                      |
| 400 m | Lucas Carvalho 45 s 61                                                                | Yilmar Herrera 45 s 64                                                        | Winston George 45 s 67                                                                        |
| 800 m | Lucirio Garrido 1 min 51 s 15                                                         | Jelssin Robledo 1 min 51 s 50                                                 | Leandro París 1 min 51 s 94                                                                   |
| 1 500 m | Carlos Díaz 3 min 50 s 82                                                             | Willy Canchanya 3 min 51 s 23                                                 | Federico Bruno 3 min 54 s 34                                                                  |
| 5 000 m | Bayron Piedra 14 min 32 s 47                                                          | Vidal Basco 14 min 32 s 58                                                    | Luis Ostos 14 min 32 s 79                                                                     |
| 10 000 m | Iván González 30 min 25 s 10                                                          | Jorge César Fernández 30 min 37 s 29                                          | Bayron Piedra                                                                                 |
| 20 km marche | Daniel Pintado 1 h 24 min 16 s                                                        | César Rodríguez 1 h 26 min 23 s                                               | Yerko Araya 1 h 29 min 37 s                                                                   |
| 50 km marche | Andrés Chocho 3 h 55 min 48 s                                                         | Luis Campos 3 h 59 min 23 s                                                   | Ronald Quispe 4 h 5 min 5 s                                                                   |
| 110 m haies | Eduardo de Deus 13 s 44 (PB)                                                          | Fanor Escobar 13 s 61                                                         | Juan Carlos Moreno 13 s 68                                                                    |
| 400 m haies | Guillermo Ruggeri 49 s 28 (NR)                                                        | Alfredo Sepúlveda 49 s 62 (NR)                                                | Márcio Teles 49 s 78                                                                          |
| 3 000 m steeple | Yuri Labra 9 min 1 s 95                                                               | Gerald Giraldo 9 min 1 s 99                                                   | Yessy Apaza                                                                                   |
| 4 × 100 m | Colombie Jhonny Rentería Diego Palomeque Jessi Chará Bernardo Baloyes 38 s 97 (NR)    | Venezuela Alberto Aguilar Rafael Vásquez Alexis Nieves Arturo Ramírez 39 s 03 | Brésil Lucas Carvalho Vítor Hugo dos Santos Aldemir da Silva Júnior Felipe dos Santos 39 s 54 |
| 4 × 400 m | Colombie Bernardo Baloyes Jelssin Robledo Diego Palomeque Yilmar Herrera 3 min 4 s 78 | Venezuela José Meléndez Alberto Aguilar Freddy Mezones Kelvis Padrino         | Chili Enzo Faulbaum Rafael Muñoz Sergio Aldea Alfredo Sepúlveda 3 min 11 s 58                 |
| Saut en hauteur | Eure Yáñez 2,28 m                                                                     | Fernando Ferreira 2,25 m                                                      | Carlos Layoy 2,25 m (=NR)                                                                     |
| Saut à la perche | Augusto Dutra de Oliveira 5,50 m                                                      | Germán Chiaraviglio 5,40 m                                                    | Walter Viáfara 5,00 m                                                                         |
| Saut en longueur | Emiliano Lasa 8,26 m (NR)                                                             | Paulo Sérgio Oliveira 8,12 m                                                  | Alexsandro de Melo 8,09 m                                                                     |
| Triple saut | Miguel van Assen 16,81 m                                                              | Mateus de Sá 16,76 m                                                          | Leodan Torrealba 16,23 m                                                                      |
| Lancer du poids | Darlan Romani 21,21 m                                                                 | Aldo Gonzales 18,33 m                                                         | Levin Moreno 17,                                                                              |
| Lancer du disque | Mauricio Ortega 62,10 m                                                               | Juan Caicedo 57,37 m                                                          | José Miguel Ballivián 52,91 m                                                                 |
| Lancer du marteau | Joaquín Gómez 75,10 m (PB)                                                            | Humberto Mansilla 74,71 m (NR)                                                | Wagner Domingos 72,53 m                                                                       |
| Lancer du javelot | Arley Ibargüen 80,11 m                                                                | Leslain Baird 78,65 m (NR)                                                    | Braian Toledo 78,57 m                                                                         |
| Décathlon | Georni Jaramillo 7 977 pts (NR)                                                       | José Lemos 7 757 pts                                                          | Felipe dos Santos 7 739 pts                                                                   |
| Records et Performances - AR : Record continental (area record) - CR : Record des championnats (championship record) - MR : Record du meeting (meet record) - NR : Record national (national record) - OR : Record olympique (olympic record) - PR : Record paralympique (paralympic record) - PB : Record personnel (personal best) - SB : Meilleure performance personnelle de la saison (season's best) - WL : Meilleure performance mondiale de l'année (world leader) - WJR : Record du monde junior (world junior record) - WR : Record du monde (world record) Circonstances et Conditions - DNF : N'a pas terminé (did not finish) - DNS : N'a pas pris le départ (did not start) - DQ : Disqualification (disqualification) - NM : Aucun essai valable enregistré (No Mark) - Q : Qualifié « directement » au prochain tour (ou à la prochaine compétition), lors d'une compétition majeure, grâce au classement ou à la réalisation des minima (automatic qualifier) - q : Qualifié au prochain tour (ou à la prochaine compétition), lors d'une compétition majeure, grâce au repêchage ou à la réalisation de l'une des meilleures performances parmi celles des « non qualifiés directement » (grâce au meilleur temps ou à la meilleure distance par exemple) (secondary qualifier) |                                                                                       |                                                                               |                                                                                               |

### Femmes
| Épreuves | Or                                                                                         | Argent                                                                                        | Bronze                                                                                         |
| --- | ------------------------------------------------------------------------------------------ | --------------------------------------------------------------------------------------------- | ---------------------------------------------------------------------------------------------- |
| 100 m (-0,7 m/s) | Narcisa Landázuri 11 s 12                                                                  | Ángela Tenorio 11 s 13                                                                        | Vitória Cristina Rosa 11 s 23                                                                  |
| 200 m (+0,2 m/s) | Vitória Cristina Rosa 22 s 87                                                              | Ángela Tenorio 23 s 07                                                                        | Nercely Soto 23 s 11                                                                           |
| 400 m | Jennifer Padilla 52 s 14                                                                   | Geisa Coutinho 52 s 93                                                                        | María Fernanda Mackenna 53 s 60                                                                |
| 800 m | Déborah Rodríguez 2 min 16 s 21                                                            | Rosangelica Escobar 2 min 16 s 89                                                             | María Pía Fernández 2 min 17 s 16                                                              |
| 1 500 m | Muriel Coneo 4 min 27 s 10                                                                 | María Pía Fernández 4 min 30 s 56                                                             | Micaela Levaggi 4 min 30 s 88                                                                  |
| 5 000 m | Saida Irma Meneses 16 min 47 s 37                                                          | Luz Mery Rojas 17 min 9 s 59                                                                  | Carmen Toaquiza 17 min 16 s 40                                                                 |
| 10 000 m | Inés Melchor 35 min 57 s 86                                                                | Gladys Tejeda 35 min 59 s 45                                                                  | Irma Vila Sonco 36 min 12 s 74                                                                 |
| 20 km marche | Gabriela García 1 h 33 min 11 s                                                            | Ángela Castro 1 h 34 min 25 s                                                                 | Maritza Guamán 1 h 36 min 23 s                                                                 |
| 100 m haies (+0,2 m/s) | Génesis Romero 13 s 08                                                                     | Diana Balazar 13 s 36                                                                         | Genea McCammon 13 s 39                                                                         |
| 400 m haies | Fiorella Chiappe 56 s 39                                                                   | Melissa González 56 s 86                                                                      | Gianna Woodruff 57 s 68                                                                        |
| 3 000 m steeple | Rina Cjuro 10 min 53 s 83                                                                  | Edith Mamani 10 min 59 s 06                                                                   | Jhoselyn Camargo 11 min 18 s 63                                                                |
| 4 × 100 m | Venezuela Luisarys Toledo Andrea Purica Génesis Romero Nercely Soto 44 s 71                | Bolivie Danitza Avila Alinny Delgadillo Guadalupe Torrez Carolina Ocampo 46 s 17 (NR)         | Pérou Paola Mautino Maitte Torres Diana Bazalar Kimberly Cardoza 46 s 43                       |
| 4 × 400 m | Colombie Eliana Chavez Rosangélica Escobar Melissa González Jennifer Padilla 3 min 31 s 87 | Chili Fernanda Mackenna Isidora Jiménez María José Echeverría Martina Weil 3 min 33 s 42 (NR) | Argentine Fiorella Chiappe Maria Ayelen Diogo Noelia Martinez Valeria Baron 3 min 35 s 96 (NR) |
| Saut en hauteur | María Fernanda Murillo 1,90 m (GR)                                                         | Valdileia Martins 1,83 m                                                                      | Amanda Vergara 1,80 m                                                                          |
| Saut à la perche | Robeilys Peinado 4,70 m (NR)                                                               | Juliana Campos 4,20 m                                                                         | Carmen Villanueva 3,90 m                                                                       |
| Saut en longueur | Paola Mautino 6,66 m (NR)                                                                  | Eliane Martins 6,66 m                                                                         | Nathalee Aranda 6,60 m                                                                         |
| Triple saut | Núbia Soares 14,59 m (NR)                                                                  | Silvana Segura 13,56 m (NR)                                                                   | Giselly Landazury 13,46 m                                                                      |
| Lancer du poids | Natalia Duco 18,15 m                                                                       | Ahimara Espinoza 18,09 m                                                                      | Geisa Arcanjo 17,30 m                                                                          |
| Lancer du disque | Andressa de Morais 58,86 m                                                                 | Fernanda Borges 57,29 m                                                                       | Ailen Armada 48,77 m                                                                           |
| Lancer du marteau | Jennifer Dahlgren 70,98 m                                                                  | Rosa Rodríguez 70,93 m                                                                        | Valeria Chiliquinga 66,77 m                                                                    |
| Lancer du javelot | Laila Ferrer 60,25 m                                                                       | María Lucelly Murillo 58,81 m                                                                 | Eloah Caetano 57,42 m                                                                          |
| Heptathlon | Giovana Cavaleti 6 081 pts                                                                 | Martha Araújo 5 719 pts                                                                       | Ana Camila Pirelli 5 503 pts                                                                   |
| Records et Performances - AR : Record continental (area record) - CR : Record des championnats (championship record) - MR : Record du meeting (meet record) - NR : Record national (national record) - OR : Record olympique (olympic record) - PR : Record paralympique (paralympic record) - PB : Record personnel (personal best) - SB : Meilleure performance personnelle de la saison (season's best) - WL : Meilleure performance mondiale de l'année (world leader) - WJR : Record du monde junior (world junior record) - WR : Record du monde (world record) Circonstances et Conditions - DNF : N'a pas terminé (did not finish) - DNS : N'a pas pris le départ (did not start) - DQ : Disqualification (disqualification) - NM : Aucun essai valable enregistré (No Mark) - Q : Qualifié « directement » au prochain tour (ou à la prochaine compétition), lors d'une compétition majeure, grâce au classement ou à la réalisation des minima (automatic qualifier) - q : Qualifié au prochain tour (ou à la prochaine compétition), lors d'une compétition majeure, grâce au repêchage ou à la réalisation de l'une des meilleures performances parmi celles des « non qualifiés directement » (grâce au meilleur temps ou à la meilleure distance par exemple) (secondary qualifier) |                                                                                            |                                                                                               |                                                                                                |

## Tableau des médailles
- Pays hôte

| Rang | Nation    | Or | Argent | Bronze | Total |
| ---- | --------- | -- | ------ | ------ | ----- |
| 1    | Brésil    | 9  | 9      | 9      | 27    |
| 2    | Colombie  | 9  | 9      | 5      | 23    |
| 3    | Pérou     | 6  | 7      | 2      | 15    |
| 4    | Venezuela | 6  | 4      | 4      | 14    |
| 5    | Équateur  | 5  | 4      | 4      | 13    |
| 6    | Argentine | 4  | 1      | 7      | 12    |
| 7    | Chili     | 2  | 3      | 4      | 9     |
| 8    | Uruguay   | 2  | 1      | 1      | 4     |
| 9    | Panama    | 1  | 0      | 2      | 3     |
| 10   | Suriname  | 1  | 0      | 0      | 1     |
| 11   | Bolivie   | 0  | 6      | 4      | 10    |
| 12   | Guyana    | 0  | 1      | 2      | 3     |
| 11   | Paraguay  | 0  | 0      | 1      | 1     |